# Анцирабе
Анцирабе је трећи по величини град на Мадагаскару и главни град Вакинанкаратра региона, са популацијом од 238,478 становника по попису из 2013. године. Град погађају ниске температуре, а познат је по добро развијеној индустрији. Малагашки буквални превод града значи место пуно соли.

## Историја
Област у којој се данас налази Анцирабе била је део Краљевства Адрањаца, које је постојало од почетка 17. века, све док није стопљено са Мерина краљевством, почетком 19. века. Област је била пољопровредни регион, а производио се пиринач, воће и поврће.
Први норвешки (лутерански) мисионари стигли су на ово подручје 1868. године. Током периода 19. века на подручју града ескплатисани су кречњак и сумпор.
Град је основао норвешки мисионар Т.Г. Росас 1872. године, а који је тада био рекреативни центар и привлачио велики број посетилаца због нешто хладније климе него у осталим деловима Мадагаскара. У граду су отварана темперална купатила 1917. године.
Године 1886. норешки мисионари успоставили су болницу у граду, а касније је француска колонијална влада такође основала болницу на подручју града, 1904. године.
Током француске колонијалне владавине, за главни град Вакинанкаратра именован је Анцирабе.

## Демографија и религија
Према последњег попису из 2013. године, у граду је живело 238,478 становника.
Већина становника града припадна етничкој групи народа Мерина, који говори надгорским дијалектом малагашког језика. Као и у другим урбаним пределима Мадагаскара, француски језик разуме велики део популације.
У граду су присутне бројне хришћанске деноминације. У центру града налази се католичка катедрала и у њој је седиште римокатоличке епархија Анцирабе. У граду се такође налази Малагашска лутеранска црква и две џамије.

## Управа града
Анцирабе је главни град регије Вакинанкаратра још из времена француске колонијалне власти. Градом од априла 2012. године управља специјална делегација са три члана. У периоду између новембра 2011. и априла 2012. године град није имао градоначелника. Градско веће изабрано је у новембру 2003. године.

## Атракције
У центру града постоји неколико зграда које датирају са почетка 20. века, укључујући Хотел Термал (1922), зграду железничке станице (1923) и резиденцију за француске пензионере (1934). Друге знаменитости укључују Споменик независности на Авенији независности и два јавна тржишта — Антсенакели и веће тржиште Асабоци.
Вулканско језеро Тритрива је такође једна од туристичких атракција града.

## Географија и клима
Анцирабе се налази на надморској висини од 1500 м и обухвата предео суптропске климе. Током зиме температуре падну и до 0 °C ноћу.
Период од маја до септембра је најхладнији и најсушнији део године, са просечним месечним температурама између 14 и 17 °C, а просечан пробај падавина месечно је од 1—2 мм. Од новембра до марта клима је топлија, а просечно током месеца има 12 до 17 кишних дана, док је просечна температура око 20 °C. Април и октобар имају просечне температуре од 19,2 °C и 18,5 °C.
Вулканско подручје Анаратра обухвала површину од 100 км, од Анцирабе северно, све до Аривонимама, где је највиши врх у земљи, чија висина износи 2644 м. Овај вулкански предео је најистакнутије и вулканолошки најразвноврсније подручје на Мадагаскару. На простору око града налази се неколико кратера испуњених водом, укључујући и језеро Тритија на југозападу. Постоје топли извори који изузетно привлаче туристе. Река Манија тече јужно од града.
| Клима Анцирабе                            | Клима Анцирабе | Клима Анцирабе | Клима Анцирабе | Клима Анцирабе | Клима Анцирабе | Клима Анцирабе | Клима Анцирабе | Клима Анцирабе | Клима Анцирабе | Клима Анцирабе | Клима Анцирабе | Клима Анцирабе | Клима Анцирабе |
| Показатељ \ Месец                         | .Јан.          | .Феб.          | .Мар.          | .Апр.          | .Мај.          | .Јун.          | .Јул.          | .Авг.          | .Сеп.          | .Окт.          | .Нов.          | .Дец.          | .Год.          |
| ----------------------------------------- | -------------- | -------------- | -------------- | -------------- | -------------- | -------------- | -------------- | -------------- | -------------- | -------------- | -------------- | -------------- | -------------- |
| Максимум, °C (°F)                         | 24,9 (76,8)    | 25 (77)        | 24,4 (75,9)    | 23,8 (74,8)    | 21,8 (71,2)    | 19,7 (67,5)    | 19,3 (66,7)    | 20,4 (68,7)    | 23,3 (73,9)    | 25,5 (77,9)    | 26,1 (79)      | 25,1 (77,2)    | 23,28 (73,88)  |
| Просек, °C (°F)                           | 19,6 (67,3)    | 19,7 (67,5)    | 19,1 (66,4)    | 17,7 (63,9)    | 15,3 (59,5)    | 13,1 (55,6)    | 12,7 (54,9)    | 13,3 (55,9)    | 15,6 (60,1)    | 17,7 (63,9)    | 19,2 (66,6)    | 19,5 (67,1)    | 16,87 (62,39)  |
| Минимум, °C (°F)                          | 14,4 (57,9)    | 14,4 (57,9)    | 13,9 (57)      | 11,7 (53,1)    | 8,8 (47,8)     | 6,6 (43,9)     | 6,2 (43,2)     | 6,3 (43,3)     | 7,9 (46,2)     | 10 (50)        | 12,3 (54,1)    | 13,9 (57)      | 10,53 (50,95)  |
| Количина падавина, mm (in)                | 298 (11,73)    | 243 (9,57)     | 191 (7,52)     | 90 (3,54)      | 31 (1,22)      | 13 (0,51)      | 12 (0,47)      | 11 (0,43)      | 28 (1,1)       | 68 (2,68)      | 147 (5,79)     | 249 (9,8)      | 1,381 (54,36)  |
| Извор: Climate-Data.org (altitude: 1507m) |                |                |                |                |                |                |                |                |                |                |                |                |                |

## Економија
На подручју града Анцирабе налази се неколико фабрика укључујући оне за прављење наптика, текстила и индустрија за складиштење и сушење житарица. Као и у Антананариву, међународне економске санкције након побуне 2009. године и политичке кризе, довеле су до пада економије, односно затварања многих фабрика и других радних места у граду.

## Инфраструктура
У граду се налази железничка станица, која повезује Анцирабе са лучким градом Тоамасина. Железнички саобраћај проширен је и јужно од града, али тренутно није у употреби. Национални пут 7 повезује Антананариво на северу и градове Фианаранцуа и Тулијара на југу земље. Анцирабе је повезан и са Морондавом преко националног пута 34/35.
Јавни градски превоз обављају аутобуси и таксисти. Већина аутобуса креће од главне аутобуске станице, која се налази у северном делу града.
У граду се такође налази аеродром и Колеџ Жил Верн и француска средња школа.

## Градови побрамтими
Списак градова са којима је Анцирабе склопио братство и успоставио сарадњу:
| Држава     | Град         |
| ---------- | ------------ |
| Маурицијус | Вакоа-Феникс |
| Француска  | Монлисон     |
| Француска  | Левалоа Пере |
| Норвешка   | Ставангер    |